# جان ماري غوستاف لو كليزيو

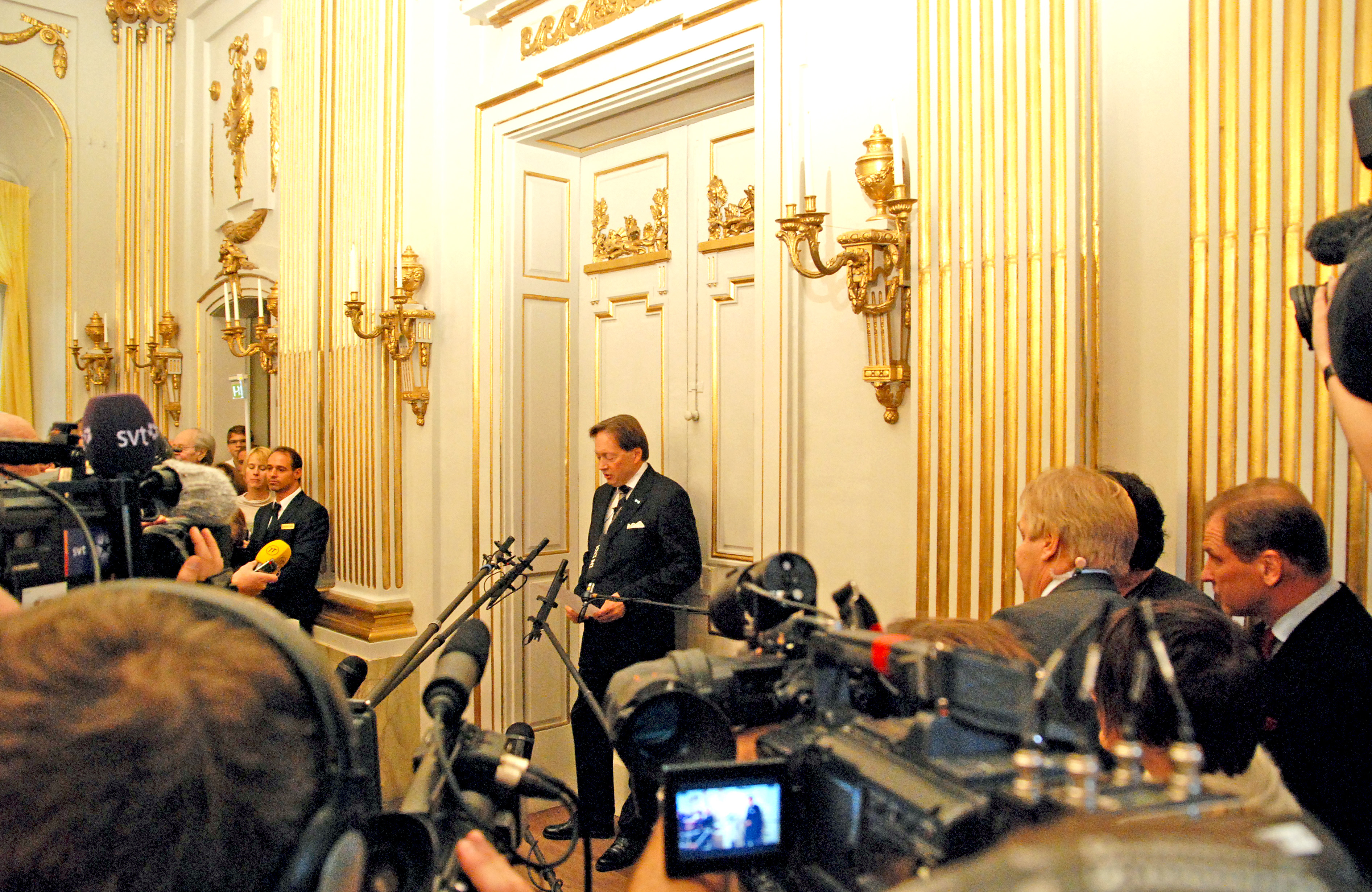
أعلن هوراس إنغدال عن فوز لو كليزيو بجائزة نوبل للآداب في 9 أكتوبر 2008

جان ماري غوستاف لو كليزيو (بالفرنسية: J. M. G. Le Clézio) (13 أبريل 1940 -) في مدينة نيس الفرنسية، وقد قضى سنتين من طفولته في نيجيريا، وقام بالتدريس في جامعات في بانكوك وبوسطن ومكسيكو سيتي. روائي فرنسي حائز على جائزة نوبل للآداب 2008. كان لوكليزيو قد اشتهر عالم 1980 بعد نشر رواية «الصحراء» التي اعتبرتها الأكاديمية السويدية تقدم «صورا رائعة لثقافة ضائعة في صحراء شمال أفريقيا».

## أعماله
- الحمى، 1965مجموعة قصصية
- الطوفان، 1966
- الأرض المقدسة،  1967
- النشوة الحسية 1976
- الهرب، 1969
- الحرب، 1970
- العمالقة، 1973
- نيدرياز 1973 Nydriase.
- رحلات في البر الآخر 1975.
- نبوءات شيلام بالام عام 1976.

- المجهول على سطح الأرض 1978.
- موندو وحكايات أخرى 1978.
- صحراء (رواية)، 1980.
- ثلاث مدن مقدسة 1980.
- الدائرة وحوادث أخرى 1982.

نشر قصصاً للأطفال منها:
- «الذي لم يشاهد البحر في حياته مع جبل الله الحي» 1982.
- رحلة إلى بلاد الأشجار 1984.
- الباحث عن الذهب 1985
- اليوم الذي عرف فيه بومون الألم،  1985
- في عام 1986 نشر لوكليزيو جزءاً من مذكراته.
- في عام 1989 مجموعة قصصية بعنوان الربيع والفصول الأخرى.
- في عام 1992 صدرت له روايتان بعنوان «النجمة الهائمة» و«باوانا».
- في عام 1995 رواية «المحجر» ثم روايتان في عام 1997 «السمكة الذهبية» و«الحفلة الغنائية».
- في عام 1999 رواية «مصادفة».
- في عام 2000 مجموعة أخرى بعنوان «قلب يحترق وحكايات أخرى».
- في 2003 رواية «ثورات».
- رواية «أورانيا» عام 2006.
- وأخيراً رواية بعنوان «قَرْصُ الجوع» عام 2008.

كما نشر لوكليزيو العديد من البحوث والدراسات، ونشر الكثير من المقالات في عدد من الصحف والدوريات الأدبية المعروفة مثل الجريدة الفرنسية الجديدة، ولوموندو، والمجلة الأدبية، وكانزين ليتّيرير.

## جوائزه
حصل جان ماري على جائزة نوبل للآداب عام 2008. جدير بالذكر أن لوكليزيو قبل أن يفوز بجائزة نوبل كان قد حصل على خمس جوائز أخرى: جائزة بول موران عام 1980، ثم جائزة مجلة اقرأ عام 1994، ثم جائزة بوتيربو عام 1997، ثم جائزة إمارة موناكو في العام نفسه.

## روابط خارجية
- جان ماري غوستاف لو كليزيو على موقع IMDb (الإنجليزية)
- جان ماري غوستاف لو كليزيو على موقع الموسوعة البريطانية (الإنجليزية)
- جان ماري غوستاف لو كليزيو على موقع مونزينجر (الألمانية)
- جان ماري غوستاف لو كليزيو على موقع ميوزك برينز (الإنجليزية)
- جان ماري غوستاف لو كليزيو على موقع إن إن دي بي (الإنجليزية)